# مطثية أليفة الأحماض الأمينية
مطثية أليفة الأحماض الأمينية (الاسم العلمي: Clostridium aminophilum) هي نوع من البكتيريا يتبع جنس المطثية من الفصيلة المطثاوية.